# Herb Ostrzeszowa
Herb Ostrzeszowa – jeden z symboli miasta Ostrzeszów i gminy Ostrzeszów w postaci herbu.

## Wygląd i symbolika
Herb przedstawia w czerwonej tarczy wizerunek koronowanej głowy Orła Białego zwróconej w prawo o dziobie złotym bez języka, wokół głowy trzy złote gwiazdy sześcioramienne – dwie u czoła tarczy, jedna w dole.

## Historia
Posiadanie godła państwowego w herbie miejskim było przywilejem miast królewskich. Prawdopodobnie herb został Ostrzeszowowi nadany podczas lokacji przez króla Ludwika Węgierskiego. Kształt herbu zmieniał się w różnych okresach:
- w XIV wieku wzór był niemal identyczny z dzisiejszym, korona miała krzyż[2]
- z XVII wieku znana jest pieczęć wójtowska, na której głowa orła nie ma korony, a w godle nie ma gwiazdek[2]
- w XVIII wieku głowa orła w koronie bez krzyża, gwiazdki zostały zastąpione przez skrzyżowane gałązki[2]
- w czasach Księstwa Warszawskiego w herbie cały orzeł w koronie z krzyżem, a dodatkowo mur i brama forteczna[2]
- podczas zaboru pruskiego cały orzeł czarny, mury i brama forteczna, następnie monogram „F” jako inicjał imienia cesarza Fryderyka, od 1912 dodatkowo drugi monogram „R”, co razem miało oznaczać „Fryderyk Rex” (pol. Fryderyk król)[2]
- w 1922 po powrocie Ostrzeszowa do Polski w następstwie zwycięskiego powstania wielkopolskiego przywrócono XIV-wieczny wzór herbu[2]